# Anne Dieu-le-veut
Anne de Graaf (chiamata anche Marie-Anne o Marianne), più nota col nome di battaglia Anne Dieu-le-veut (trad. dal francese: Anna Dio-lo-vuole) (28 agosto 1661 – 11 gennaio 1710) è stata una pirata francese attiva nel Mar dei Caraibi nella seconda metà del XVII secolo..
Assieme a Jacquotte Delahaye, Anne Dieu-le-veut è una delle pochissime donne che militarono tra i bucanieri e, proprio come nel caso della Delahaye, le numerose leggende sorte sul suo conto rendono difficile estrapolare i fatti storici, quantunque almeno la sua effettiva esistenza sia considerata dai più un fatto certo.

## Vita e carriera
Anne Dieu-le-veut era originaria della Bretagna e probabilmente fu deportata nella colonia francese di Tortuga come criminale, durante il mandato del governatore Bertrand d’Ogeron, tra il 1665 e il 1675. Nel 1684 si sposò con il bucaniere francese Pierre Lelong, dal quale ebbe una figlia di nome Marie-Marguerite Yvonne Lelong (1688 – 1774). Dopo che Pierre fu ucciso in combattimento nel 1690, l’anno successivo Anne sposò un certo Joseph Chérel, dal quale ebbe un secondo bambino, Jean-François Chérel (1692 – 1732). Anche il secondo matrimonio si concluse dopo poco tempo con la morte del marito, nel 1693.
Ancora nel marzo del 1693 Anne Dieu-le-veut si imbatté nel bucaniere olandese Laurens de Graaf (1653 – 1704 ca.), il quale divenne il suo terzo marito. Secondo la leggenda, Anne lo sfidò a duello per vendicare un insulto oppure l’uccisione del suo precedente marito, de Graaf sguainò la spada e in contemporanea Anne estrasse la pistola, allora de Graaf gettò l’arma dichiarando di non volersi battere con una donna ma, ammirando il suo coraggio, le offrì di sposarlo. Il matrimonio fu celebrato il 28 luglio 1693. Dal terzo marito Anne ebbe due figli: Marie Catherine de Graaf (1694 – 1743) e un maschio, morto nel 1705 all’età di cinque anni.
Pare che Anne Dieu-le-veut accompagnasse Laurens de Graaf nelle sue scorrerie nel Mar dei Caraibi, ai danni delle colonie spagnole e inglesi. Già la sua presenza sulla nave era un fatto singolare per l’epoca, a causa della diffusa credenza, che portasse sfortuna avere una donna a bordo. Ma leggende riportano che ella partecipasse anche agli abbordaggi e ai combattimenti, alternandosi con il marito nel comando. Nel 1695, per vendicare un attacco a Giamaica, gli inglesi attaccarono Port-de-Paix e fecero prigioniera Anne assieme ai suoi figli. La famiglia poté riunirsi nel 1698 e si trasferì nel Louisiana, dove Laurens de Graaf morì attorno al 1704 e Anne qualche anno più tardi, forse nel 1710.
Una leggenda vuole che la morte di Laurens de Graaf sia avvenuta per una cannonata, nel corso di una battaglia contro una nave spagnola. Anne Dieu-le-veut avrebbe assunto il comando della ciurma e avrebbe combattuto con decisione, ma alla fine i pirati sarebbero stati comunque sopraffatti. La bucaniera sarebbe stata condotta prigioniera a Veracruz e poi a Cartagena, due città che erano state colpite da de Graaf, per essere processata. Ma sarebbe stata salvata dalla propria fama: il conte Luigi di Pontchartrain, all’epoca segretario di Stato della Marina francese, avrebbe scritto al Re Sole in persona della faccenda e questi avrebbe ottenuto la liberazione di Anne a titolo di favore personale dal re di Spagna.